# 우하영
우하영(禹夏永, 1741∼1812)은 조선 후기의 학자이다. 본관은 단양, 자는 대유(大猶), 호는 취석실(醉石室), 수원 출신이다. 유생으로 과거에 급제했으나, 회시(會試)에는 끝내 실패, 일생 동안 학문에만 정진하던 중, 정조 20년 왕의 구언윤음(求言綸音)에 응지(應旨)하여 시무책(時務策)을 상소했다. 순조 4년에는 순조의 구언윤음에 응지하여 <천일록(千日錄)>을 바쳤는데, 그는 여기에서 중농주의적(重農主義的) 경제관을 견지하면서도 상업적 농업을 주장했다. 또한 그는 중세적 신분질서의 붕괴는 반대했으나 경제적으로 실력있는 사람의 신분이동은 긍정하는 등으로 18세기 후반과 19세기 초의 사회적 현실을 반영하는 사상을 전개했다.
우하영묘역은 경기도 화성시 매송면 숙곡리에 있다. 2003년 4월 21일 경기도의 문화재자료 제121호로 지정되었다.

## 같이 보기
- 천일록